# آکسفورد (کانزاس)
آکسفورد (به انگلیسی: Oxford) شهری در ایالت کانزاس کشور ایالات متحده آمریکا است که جمعیت آن در سرشماری سال ۲۰۱۰ میلادی، ۱٬۰۴۹ نفر بوده‌است.